# Eutropis novemcarinata
Eutropis novemcarinata là một loài thằn lằn trong họ Scincidae. Loài này được Anderson mô tả khoa học đầu tiên năm 1871.